# Гарантійний лист
Гаранті́йний лист — це офіційний лист підприємства, установи, організації, що є юридичним гарантом виконання підприємством викладених у ньому зобов'язань. Мета його складення — підтвердження певних угод, умов (виконання робіт, оренди, надання послуг тощо) або фінансово-розрахункових зобов'язань, адресати — організація чи конкретна особа. При цьому слово «гарантія» взагалі може не згадуватися в тексті листа, але це не зменшує його цінності як документа. Найчастіше гарантійні листи оформлюються для підтвердження оплати, рідше — для гарантування своєчасного та якісного виконання робіт, надання послуг, постачання товарів тощо.
Вимоги щодо оформлення гарантійного листа встановлені Примірною інструкцією з діловодства у міністерствах, інших центральних органах виконавчої влади, Раді міністрів Автономної Республіки Крим, місцевих органах виконавчої влади, затвердженою постановою Кабінету Міністрів України від 17 жовтня 1997 року № 1153.
Гарантійні листи мають бути точними, лаконічними, чіткими та однозначними у формулюваннях, оскільки мова йде про надання адресату гарантій.
Текст гарантійного листа може починатися з викладення наданих адресату гарантій, наприклад: Цим листом гарантуємо… або може містити прохання про виконання робіт, постачання обладнання (товару), надання послуг тощо. У такому разі юридично важлива формула Оплату гарантуємо. Розміщувати її слід в кінці речення.
В ключовій фразі гарантійного листа можуть використовуватися такі кліше: — Гарантуємо, що… — Підприємство гарантує… — Оплату гарантуємо… — Конфіденційність інформації гарантуємо — Гарантуємо, що виявлені недоліки будуть усунені в термін до… — Виконання робіт (надання послуг) гарантуємо
Гарантійні листи рекомендується оформляти на фірмовому бланку установи. Якщо гарантійний лист містить відомості фінансового або матеріального характеру, то незважаючи на те що банківські реквізити адресанта є на фірмовому бланку, необхідно зазначити їх ще й у тексті. Гарантійні листи обов'язково засвідчуються підписами керівника і головного бухгалтера підприємства та завіряються печаткою підприємства чи підтверджуються нотаріально.